# Grupos de odio antigay

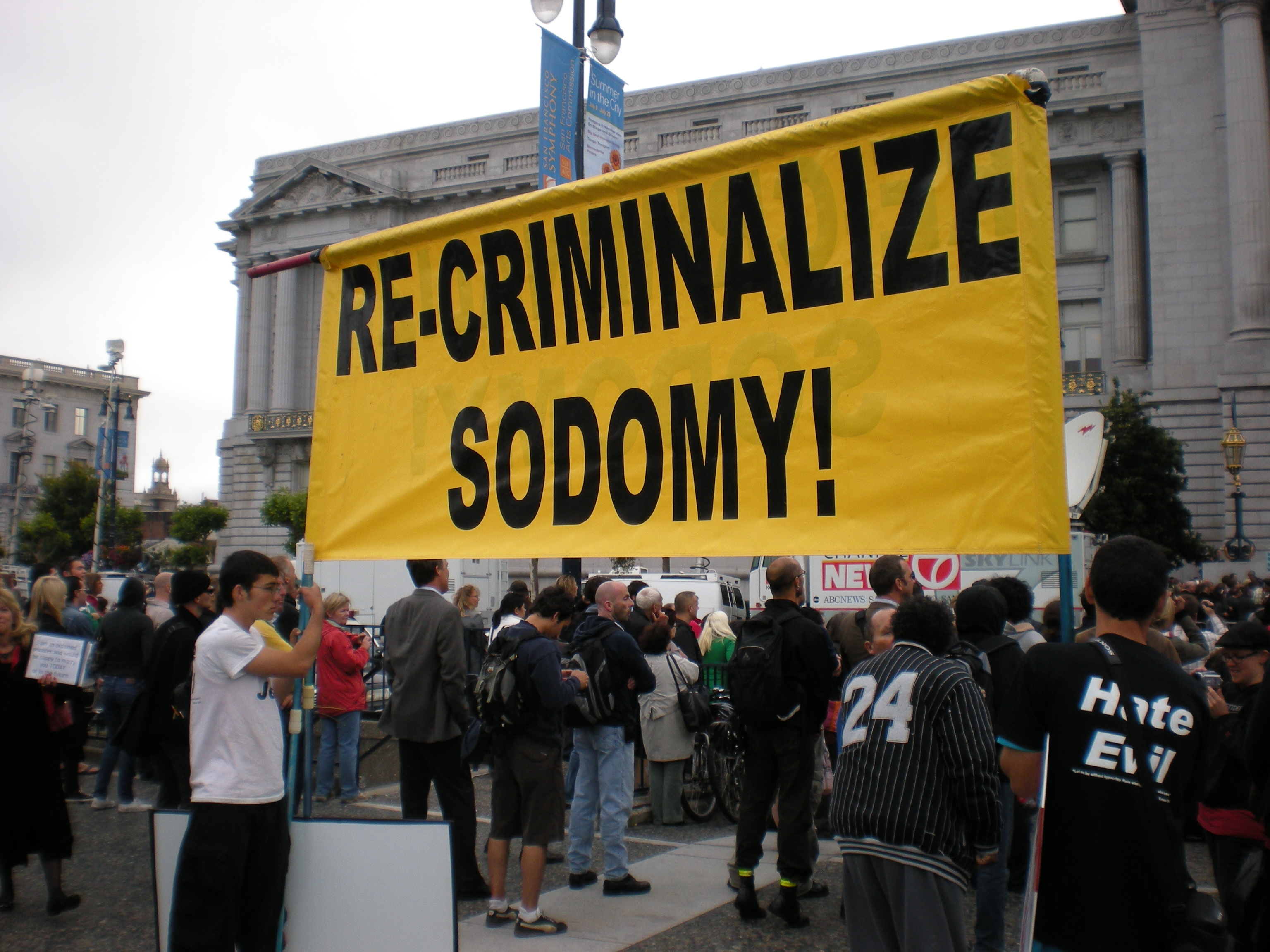
Grupos antigais delante del ayuntamiento de San Francisco pidiendo la recriminalización de la sodomía en junio de 2008.

Se denominan grupos de odio antigay aquellos grupos y organizaciones de los Estados Unidos contrarias a los derechos de los homosexuales, que han sido incluidas en la lista correspondiente por el Southern Poverty Law Center (SPLC). El SPLC define estos «grupos de odio» como aquellos «[...] cuyas creencias o prácticas atacan o calumnian a un tipo de personas en su totalidad, típicamente por características inmutables.» El SPLC afirma que las actividades de los grupos de odio pueden incluir discursos, marchas, mítines, publicaciones, folletos y actos criminales y violencia.
El SPLC solo incluye organizaciones que propagan «información que se sabe falsa –aseveraciones sobre las personas LGBT que han sido completamente desacreditadas por las autoridades científicas– e insultos reiterados y sin razón» dentro de los grupos de odio antigay. El SPLC afirma que «considerar la homosexualidad como contraria a la Biblia no cualifica a las organizaciones para ser listadas como grupos de odio.» El presidente del SPLC, Richard Cohen, aclaró que «por "información que se sabe falsa" queremos decir cosas como afirmar que los gais y lesbianas tienen una mayor disposición a abusar de niños que los heterosexuales –lo que la inmensa mayoría de los estudios científicos creíbles ha determinado es claramente falso. En ningún lugar de nuestro informe equiparamos estar en contra del matrimonio igualitario con incitación al odio.»

## Tipos de grupos de odio
En 2017 existen 52 grupos de odio anti lgbt, en 2015 existían 894 grupos de odio en 2014 existían 784 grupos 940 en 2013, de acuerdo con el informe que realiza cada año la organización Southern Poverty Law Center (SPLC). Siguiendo una tendencia que se confirma con los 1007 grupos extremistas activos en 2012 y los 1018 del año 2011. Entre ellos se incluyen los siguientes:
- 180 grupos separatistas negros[8]
- 95 grupos de skinhead, con 25 páginas web;[8]
- 95 grupos nacionalistas blancos[8]
- 94 grupos neonazis[5]
- 72 grupos distintos del Ku Klux Klan (KKK)[8]
- 53 grupos sin clasificar[5]
- 48 grupos que promueven la anti-gay[9]
- 34 grupos que promueven la islamofobia[9]
- 26 grupos fundamentalistas cristiano
- 12 grupos antiinmigración
- 10 grupos que promueven la música racista[5]
- 10 grupos revisionistas[5]

## Seguimiento de grupos de odio: alabanzas y críticas
El Southern Poverty Law Center está listado en la sección de recursos de la página de Internet del FBI sobre crímenes de odio. y el centro ha informado al FBI sobre grupos extremistas. Desde 1981 el SPLC publica tres veces al año el Intelligence Report, que sigue lo que considera grupos de odio de extrema derecha en los Estados Unidos, informando sobre sus esfuerzos en organizarse y sus tácticas. El Intelligence Report ha sido citado por científicos como fuente fiable sobre el extremismo de derecha y los grupos de odio. El SPLC también publica un boletín, el HateWatch Weekly, y mantiene el blog HateWatch, cuyo subtítulo es «Keeping an Eye on the Radical Right» («Vigilando a la extrema derecha»). Rory McVeigh, el catedrático del departamento de Sociología de la Universidad de Notre Dame, escribió que «su excelente reputación está bien establecida y el SPLC ha sido una excelente fuente de información para científicos sociales que estudian las organizaciones racistas.»
La pericia del SPLC en materia de grupos extremistas ha sido puesta en duda por el periodista Ken Silverstein, que afirma que la organización a veces exagera el peligro que presentan ciertos grupos. Tras los disparos de agosto de 2002 en la sede del Family Research Council, la columnista del Washington Post, Dana Milbank, criticó que el Family Research Council fuese listado por el SPLC como un grupo de odio antigay, mientras que otros defendieron la categorización.

## Listado de grupos anti-LGBT
La oposición a las personas LGBTQ, es decir, las actividades anti gais, se pueden referir a actividades en varias categorías (o combinación de categorías): actitudes contrarias o discriminatorias de las personas LGBTQ; oposición a los derechos LGBTQ y oposición religiosa a las personas LGBTQ. En su edición de invierno de 2010, el Intelligence Report indicaba que desde hace 30 años, desde que Anita Bryant lanzase la campaña fundamentalista cristiana «Save Our Children», la primera oposición organizada al movimiento LGBT, que consiguió derrotar una ordenanza que prohibía la discriminación por orientación sexual en la vivienda, el empleo y el servicio al público, «elementos radicales de la derecha religiosa han estado buscando formas de demonizar a los gais —o como mínimo, de encontrar argumentos que eviten su normalización en la sociedad.» Estos grupos usan mitos anti gais que «forman la base de sus reivindicaciones, de que la homosexualidad es un mal social que debe ser suprimido —una opinión rechazada por prácticamente todas las autoridades médicas y científicas relevantes.» El SPLC señala que estos mitos anti gais «casi con certeza contribuyen a la violencia y los crímenes de odio dirigidos hacia la comunidad LGBT, de los que son víctimas en mayor proporción que cualquier otro grupo minoritario de Estados Unidos.»

### Abiding Truth Ministries
Abiding Truth Ministries es una organización conservadora cristiana con sede en Temecula (California). Su presidente, Scott Lively, es un autor, abogado y activista, conocido por su oposición a los derechos LGBT y su implicación en el movimiento exgay. Ya en 2007, Lively realizó hecho un llamamiento para la criminalización de la «defensa pública de la homosexualidad». También ha sido relacionado directamente con la legislación antigay de Uganda que castiga con largas penas de cárcel la homosexualidad e incluso no denunciar actos homosexuales. Lively ha sido denunciado en Estados Unidos por la organización Sexual Minorities Uganda por crímenes contra la humanidad por su responsabilidad directa en organizar la persecución de los homosexuales en Uganda.
Junto con Kevin E. Abrams, es el autor del libro The Pink Swastika («La esvástica rosa»), que afirma en su prefacio que los «homosexuales son los auténticos inventores del nazismo y la fuerza guía detrás de muchas de las atrocidades nazis.» De hecho, bajo el régimen nazi, los gais fueron enviados a campos de concentración y varios historiadores han cuestionado las afirmaciones del libro y el uso selectivo de las fuentes.
Lively ha sido director de la rama californiana del American Family Association y fundó Watchmen on the Walls con sede en Riga, en Letonia. Según su perfil de enero de 2011, Lively «no ha cambiado su punto de vista de que los gays son "agentes del declive moral de América" pero ha reenfocado su estrategia para ajustarse a sus feligreses en Springfield (Massachusetts)» y «está suavizando su retórica antigay y desplazando su atención a la ayuda a los necesitados.»
El Southern Poverty Law Center considera Abiding Truth Ministries como «grupo de odio». De acuerdo al SPLC, la organización sirve principalmente para el lanzamiento de campañas internacionales en contra de los homosexuales, sobre todo en Europa del Este, Rusia y África. Lively ha respondido en su blog a la inclusión.

### American Family Association
La American Family Association (AFA; «Asociación americana de la familia») es una ONG de Estados Unidos que promueve valores cristianos fundamentalistas conservadores. Se oponen al matrimonio gay, a la pornografía y el aborto; apoyan políticas públicas como la desregulación de la industria petrolera y trabajaron en contra del Employee Free Choice Act («Ley para dar elección libre de los empleados»), que facilitaría la pertenencia a sindicatos y el trabajo de estos últimos. La organización fue fundada en 1977 por Donald Wildmon con el nombre National Federation for Decency («Federación nacional para la decencia») y su sede está en Tupelo (Misisipi).
El AFA se define a sí mismo como «una organización cristiana que promueve la ética bíblica de la decencia en la sociedad americana, con un énfasis especial en la televisión y otros medios de comunicación», cambiando posteriormente su principal enfoque a los «asuntos morales que tienen un impacto en la familia». En su activismo se incluyen boicots, anti-boicot o apoyos a entidades que sufren boicot, alertas de acción, publicaciones en las páginas de Internet del AFA o en la AFA Journal, retransmisiones en la American Family Radio y cabildeo. La organización tiene un presupuesto anual de 14 millones de dólares y posee 180 radios en 28 estados.
El AFA fue listado como un grupo de odio por el Southern Poverty Law Center en noviembre de 2010 por la «propagación de información que se sabe falsa» y el uso de «propaganda que demoniza» a las personas LGBT. El AFA ha expresado públicamente su preocupación sobre lo que llama la «agenda homosexual». Afirman que la Biblia «declara que la homosexualidad es contra natura y pecaminosa» y han «patrocinado varias actividades para entrar en contacto con homosexuales y darles a conocer que hay amor y curación en la Cruz de Cristo.» El AFA se opone activamente a la aceptación social de la homosexualidad: «Nos oponemos a los esfuerzos del movimiento homosexual de convencer a nuestra sociedad de que su comportamiento es normal». También promueve activamente la idea de que la homosexualidad es una elección y la orientación sexual puede ser cambiada a través de los grupos exgais.

### American Vision
American Vision es una ONG fundada en 1978 por Steve Schiffman. Funciona como una iglesia cristiana y lucha por «equipar y dar poder a los cristianos para restaurar los fundamentos bíblicos cristianos de America.» Gary DeMar ha sido el presidente de la organización desde 1984. El grupo ha publicado más de 175 libros, DVD, CDs y MP3. También publica un boletín diario y un podcast, y es muy activo dentro del movimiento del creacionismo científico. Su página de Internet promueve el reconstruccionalismo cristiano y el postmilenarismo, y se opone al dispensacionalismo.
El SPLC ha clasificado a American Vision como un grupo de odio antigay debido a su apoyo a la «pena de muerte para los homosexuales [sexualmente] activos».

### Americans for Truth About Homosexuality
Americans for Truth about Homosexuality (AFTAH; «Americanos por la verdad sobre la homosexualidad») es una organización fundada por Peter LaBarbera, que se describe a sí misma como «dedicada a revelar la agenda de los activistas homosexuales».
En 2010 el AFTAH fue incluido entre los grupos de odio anti gais por el SPLC, que comentó «[el] AFTAH es notable por su publicación en línea del trabajo de Paul Cameron (del Family Research Institute), que ha sido completamente desacreditado y que afirma que gais y lesbianas viven vidas que son mucho más cortas que las de los heterosexuales.»

### ATLAH World Missionary Church

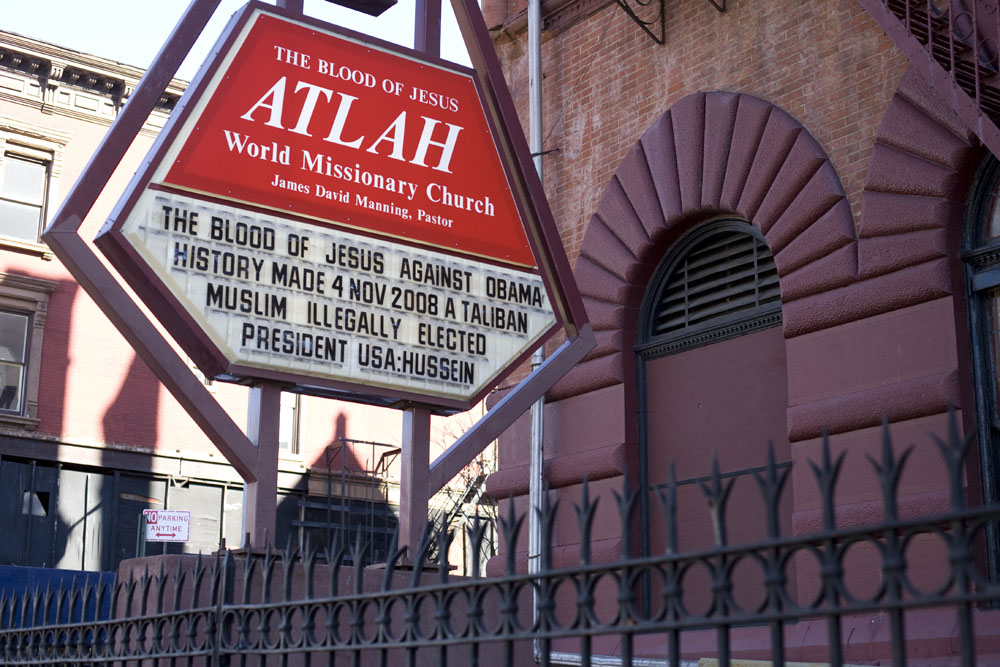
Cartel a la entrada de ATLAH en febrero de 2010, afirmando que el presidente Obama es un «talibán musulmán».

ATLAH World Missionary Church (All The Land Anointed Holy) (Iglesia Misionera Mundial «toda la tierra ungida como sagrada») es una iglesia situada en el Harlem, en Nueva York, dirigida por James David Manning. Manning, tras salir de la cárcel en 1978, donde estaba por robo a mano armada, ingresó en la iglesia Bethelite, dirigida por el reverendo Millar Alexander Stanley. En 1981, Manning sucedió a Stanley al frente de la iglesia, cambiando el nombre a su forma actual.
La iglesia y Manning han aparecido en diversas ocasiones en la prensa por sus sorprendentes afirmaciones. En mayo de 2010 juzgó al presidente Barack Obama en un tribunal creado por él para la ocasión por, entre otras acusaciones, traición, sedición y no ser ciudadano natural norteamericano. En noviembre de 2014, Manning afirmaba en un vídeo que Starbucks era la «zona cero» del ébola. Advirtió al mundo que se mantuviesen alejados de Starbucks si no querían contagiarse de la enfermedad. En una filmación posterior afirmaba que lo que «Starbucks está haciendo, es, están tomando muestras de semen masculino y lo estaban poniendo en sus mezclas de café con leche. Ahora, esto es la verdad absoluta». Manning basó sus afirmaciones en un artículo de The Inquisitor.
En febrero de 2014, la iglesia escribió en el cartel de forma hexagonal que mantiene en su entrada: «Obama ha soltado a los demonios homosexuales sobre los hombres negros. Tened cuidado, mujeres negras. Un homosexual blanco os quitará a vuestro hombre.» Dos semanas después escribió: «Jesús lapidaría a los homosexuales. La lapidación todavía es la ley.», lo que provocó protestas de grupos LGBT. El cartel fue vandalizado con una pintada que decía «Dios es gay». En septiembre de 2014 escribió: «Cuando los homos acosaron a los pobres y los necesitados en Sodoma como lo hacen en Harlem Jesús fuego y azufre - lapidadlos.» En consecuencia, la iglesia fue añadida a la lista en 2015.

### Bethesda Christian Institute
El Bethesda Christian Institute, con sede en San Antonio (Texas) y dirigido por John Vernon Foster, fue introducido en la lista del SPLC en 2011. Fue uno de los primeros 17 grupos en esta nueva categoría. Foster, nacido en 1934, comenzó a estudiar la Biblia mientras estaba estacionado en la base naval de Guam durante la Guerra de Corea. Se convirtió en evangelista durante unos años tras abandonar el servicio militar. Fundó el Templo Bethesda de San Antonio con 26 años; la iglesia fue renombrada posteriormente como Bethesda Christian Institute.
En 2007 publicó The Insanity of Christianity («La locura del cristianismo»), que contiene un capítulo titulado «La comunidad gay». En este capítulo, Foster defiende que «el estilo de vida gay» no es simplemente un estilo de vida alternativo, sino que es el pecado de la sodomía según la Biblia. Afirma que personas gais no deberían ser líderes de iglesias cristianas por la misma razón que no deberían serlo adúlteros. Foster se pregunta, si se acepta el estilo de vida gay, «¿por qué no se debería tener derecho a seducir a sus propios hijos como un estilo de vida? ¿Es la violación simplemente un estilo de vida? ¿Es incesto simplemente otro estilo de vida? ¿Es el robo simplemente otro estilo de vida? ¿Es el asesinato simplemente otro estilo de vida?»

### Chalcedon Foundation
La Chalcedon Foundation es una organización estadounidense cristiana reconstruccionista fundada oficialmente en verano de 1965 por Rousas John Rushdoony. En 1971, la organización contrató al teólogo Gary North, que más tarde fundaría su propia organización, el Institute for Christian Economics, y dos años más tarde a Greg Bahnsen. En 1976 Rushdoony fundó la editorial Ross House Books, el mismo año en que North y Bahnsen abandonaron la fundación. En 1977 la fundación construyó su primer edificio de oficinas. Una década más tarde el boletín informativo se convirtió en una revista, el Chalcedon Report. Rushdoony murió el 8 de febrero de 2001, siendo sucedido por su hijo Mark Rushdoony, que continúa dirigiendo la organización. En 2004, Ross House Books se unió a Chalcedon y en 2005 el Chalcedon Report fue renombrado como Faith for All of Life («Fe para toda la vida»).
La Chalcedon Foundation ha sido listada como un grupo de odio por el SPLC. El SPLC señala que en el libro The Institutes of Biblical Law («Los institutos del la ley bíblica»), escrito por Rushdoony en 1973, se pedía una aplicación estricta de la ley bíblica, lo que «significaría la pena de muerte para los "homosexuales [sexualmente] activos", entre muchos otros "abominadores".»

### Dove World Outreach Center
Dove World Outreach Center es una iglesia carismática no denominacional con 50 miembros de Gainesville (Florida), liderada por el pastor Terry Jones y su esposa, Sylvia. La iglesia alcanzó notoriedad en abril de 2000 cuando sus miembros participaron en una protesta conjunta con la iglesia Westboro Baptist Church, un grupo extremadamente homófobo. Posteriormente un miembro de la iglesia, Fran Ingram, señaló en la página web de la iglesia que la organización coincidía con la Westboro Baptist Church en su posición en contra de la homosexualidad, pero no con sus métodos. Esa fue la razón inicial por la que el SPLC incluyó a Dove World Outreach Center entre sus grupos de odio, añadiendo posteriormente sus actividades antiislámicas.
En 2010 Jones quemó públicamente el Corán, en el noveno aniversario de los atentados del 11 de septiembre de 2001, lo que provocó protestas en Oriente Medio y Asia, saldándose la polémica con el asesinato de 12 personas de una misión de las Naciones Unidas en Mazar-i-Sharif (Afganistán).
La iglesia ha sido muy activa en su oposición del alcalde de Gainesville, Craig Lowe, que es gay, organizando una protesta de una semana con carteles que decían «No Homo Mayor» («No a un alcalde maricón») y acosando al equipo del alcalde durante las elecciones. Tras el apoyo público de Obama al matrimonio gay, la iglesia colgó una efigie del presidente con una bandera del arco iris en su césped. En enero de 2013 quemaron efigies del presidente Obama y de Bill Clinton en protesta contra el aborto y las políticas a favor de los derechos LGBT.
Empleados de SPLC Hatewatch participaron en un encuentro en Colorado Springs en marzo de 2013, en el que Terry Jones era un conferenciante destacado.De acuerdo con el SPLC, el contenido de las conferencias era una «fantasía paranoica» de «conservadores» de una «especie diferente».

### Faithful Word Baptist Church
Faithful Word Baptist Church es una iglesia baptista fundamentalista de Tempe (Arizona). Steven L. Anderson estableció la iglesia en diciembre de 2005 y sigue siendo su pastor; la iglesia tiene su sede en una oficina situada en un centro comercial. La iglesia consiguió una cierta notoriedad en agosto de 2009, cuando Anderson reveló que rezaba por la muerte de Obama en sus sermones.
El SPLC ha incluido la Faithful Word Baptist Church en su lista de grupos de odio antigay. El SPLC señala que Anderson describe a los gais como «sodomitas» que «reclutan a través de la violación» y «reclutan a través del acoso sexual». En su explicación de la designación como grupo de odio, el SPLC dice que Anderson ha sugerido que los homosexuales deben ser asesinados y en un sermón afirmó que «el mayor hipócrita del mundo es aquel que cree en la pena de muerte para los asesinos, pero no para los homosexuales.» Pocos días después de ser incluido en la lista de grupos de odio, Anderson declaró que «realmente odio a los homosexuales y si odiar a los homosexuales convierte nuestra iglesia en un grupo de odio, entonces eso es lo que somos.»

### Family Research Council
El Family Research Council (FRC) es una organización de cabildeo y think tank conservadora cristiana sin fines de lucro, fundada en Estados Unidos en 1981 por James Dobson. Se constituyó en sociedad en 1983. A finales de la década de 1980, el FRC se convirtió en una división de la organización principal de Dobson, Enfoque a la Familia, pero la organización se independizó en 1992. El presidente actual es Tony Perkins. El FRC defiende lo que considera «valores tradicionales de la familia», oponiéndose y cabildeando en contra de los derechos LGBT, el aborto, el divorcio, el estudio con célula madre embriónicas y la pornografía.
En febrero de 2010, el Senior Researcher for Policy Studies («principal investigador para estudios políticos») del FRC, Peter Sprigg, afirmó en el programa Hardball en el canal de televisión NBC que el comportamiento gay debería ser prohibido y que se deberían introducir «sanciones criminales contra el comportamiento gay». Ese mismo año, Sprigg sugirió que anular la política de Don't ask, don't tell («No preguntes, no digas» o «Prohibido preguntar, prohibido decir») fomentaría el acoso sexual a militares heterosexuales. En noviembre de ese año, preguntaron a Tony Perkins, presidente de la organización, sobre el comentario de Sprigg sobre la criminalización de la homosexualidad: respondió que la criminalización de la homosexualidad no era un objetivo del Family Research Council. Perkins ha repetido la afirmación del FRC que asocia la homosexualidad masculina con la pedofilia, afirmando que «si escuchas al American College of Pediatricians [no confundir con el American Academy of Pediatrics, la asociación profesional de pediatras de Estados Unidos], dicen que la ciencia dice en su inmensa mayoría que la homosexualidad representa un peligro para la infancia». Las opiniones de Perkins se contradicen con la de la mayoría de los estudios de ciencias sociales sobre la familia homoparental y sobre la probabilidad de acoso sexual a menores por homosexuales y bisexuales, que no han encontrado tasas mayores de acoso a menores que entre heterosexuales. Algunos científicos cuyo trabajo es citado por el American College of Pediatricians —una pequeña organización conservadora formada cuando la American Academy of Pediatrics decidió apoyar la adopción homoparental— han afirmado que su trabajo ha sido distorsionado y tergiversado.
Las opiniones y afirmaciones realizadas por Sprigg y Perkins en 2010 provocaron su inclusión por el Southern Poverty Law Center en la lista de grupos de odio antigay en la edición de invierno de 2010 de su revista Intelligence Report, denominado al FRC como un «frente de propaganda antigay durante toda su historia». En protesta por su denominación como grupo de odio, el FRC publicó una carta abierta en dos periódicos de Washington D. C., una sección de la cual iba firmada por veinte miembros de la Cámara de Representantes —incluyendo al que poco después se convertiría en el presidente de la Cámara John Boehner—, tres senadores, cuatro gobernadores y un fiscal general estatal. La respuesta del portavoz del SPLC, Mark Potok, se limitó a señalar la evidencia factual sobre la que el SPLC había basado su decisión.

### Family Research Institute
El Family Research Institute (FRI), inicialmente conocido como el Institute for the Scientific Investigation of Sexuality (ISIS), es una ONG de Estados Unidos con sede en Colorado Springs (Colorado), fundada por Paul Cameron en 1982. La organización considera que tiene «[...] una misión incuestionable: generar estudios empíricos sobre asuntos que amenazan a la familia tradicional, particularmente sobre la homosexualidad, el sida, las políticas sexuales sociales y el abuso de drogas.» Buscan «[...] restaurar un mundo en el que el matrimonio es sostenido y respetado y en el que la homosexualidad no sólo no es enseñada y aceptada, sino que es desalentada y rechazada desde el principio.»
Paul Cameron, doctor en Psicología por la Universidad de Colorado en Boulder, es un investigador cuyos estudios sobre la vida de los homosexuales han sido «completamente desacreditados». Cameron ha sido expulsado de varias organizaciones profesionales y científicas, y sus estudios han recibido resoluciones formales en su contra. LaBarbera ha apoyado los estudios de Cameron, afirmando que se deberían haber buscado formas de «volver a avergonzar» a las personas por su comportamiento homosexual.
El Family Research Institute fue designado como grupo de odio por el SPLC por propagar falsedades sobre las personas LGBT.

### Heterosexuals Organized for a Moral Environment
Heterosexuals Organized for a Moral Environment (HOME o H.O.M.E.; «Heterosexuales organizados por un ambiente moral») es una organización antihomosexual fundada por Wayne Lela, con sede en Downers Grove (Illinois). El fin de la organización es «emplear la ciencia, la lógica y la ley natural para exponer todos los fallos en los argumentos que homosexuales (y bisexuales) emplean para tratar de justificar las actividades homosexuales».
El 22 de noviembre de 2010, el Southern Poverty Law Center designó a la organización como grupo de odio, «basado en la propagación de mentiras conocidas». De acuerdo con el SPLC, el Heterosexuals Organized for a Moral Environment «está completametne enfocado en las supuestas maldad de la homosexualidad [y] ataca a los gais a muchos niveles.»

### Illinois Family Institute
El Illinois Family Institute (IFI) es una ONG cristiana con sede en Carol Stream (Illinois). Fundado en 1992, su misión es «la defensa y reafirmación del matrimonio, la familia, la vida y la libertad en Illinois». Está afiliada con la American Family Association. El grupo también tiene una organización hermana, el Illinois Family Action, fundada en 2010, que está activa como una ONG de cabildeo en el estado de Illinois. El director ejecutivo es David E. Smith, que suedió a Peter LaBarbera en el puesto en 2006.
El Illinois Family Institute fue incluido por el SPLC como grupo de odio antigay en 2009, basándose en que está «fuertemente centrado en atacar a las personas gais y la homosexualidad en general». En su Intelligence Report, el SPLC comenta que su decisión se basó en parte en la estrecha relación de la organización con Paul Cameron y Peter LaBarbera. A pesar de que el IFI ha eliminado los desacreditados estudios de Cameron de su página web en 2009, el SPLC afirma que el IFI continúa teniendo una «posición dura» en contra de la homosexualidad. En el Intelligence Report, de noviembre de 2010, el SPLC incluyó de nuevo al IFI como un grupo de odio antigay, citando a Laurie Higgins, analista cultural del instituto, que «comparaba la débil respuesta de la Iglesia Evangélica alemana frente al fascismo al "fracaso de la iglesia americana en responder de forma apropiada a la extensión de los radicales, heréticos y destructivos puntos de vista de la homosexualidad"».

### Jewish Political Action Committee
El Jewish Political Action Committee es un grupo político judío jasídico de los Estados Unidos, con sede en Crown Heights (Brooklyn).
El SPLC incluyó al Jewish Political Action Committee a su lista de grupos de odio antigay en marzo de 2012. Heshy Friedman comentó que uno de los objetivos del grupo es «despertar a las personas de Nueva York a los peligros de permitir la homosexualidad y el matrimonio gay». En 2011 un miembro del grupo afirmó que «ha habido un aumento de los ataques de gais contra jóvenes en Nueva York» desde que la ley de matrimonio igualitario fue introducida en el estado. El grupo también lanzó una campaña de sensibilización alertando contra los hombres gais específicamente; pegaron carteles en las calles que decían «El judaísmo prohíbe la homosexualidad... Esa es la razón por la que D--s envió el sida para castigar a los gais masculinos» y «El judaísmo considera la homosexualidad masculina un pecado peor que el asesinato».

### MassResistance
MassResistance es un grupo antigay de Massachusetts, que promociona una agenda social conservadora sobre todo en asuntos relacionados con la homosexualidad, la comunidad transgénero y el matrimonio igualitario. Fundada en 1995 como una consolidación de Parents' Rights Coalition, cambió su nombre a Article 8 Alliance en 2003, adoptando su nombre actual en 2006. El grupo ha criticado al antiguo gobernador de Massachusetts, Mitt Romney, por no oponerse al matrimonio igualitario, y dice luchar en contra de que los estudiantes de escuelas públicas aprendan sobre la homosexualidad.
Desde marzo de 2008, el SPLC ha incluido MassResistance entre los grupos de odio antigay activos en los Estados Unidos basándose en «su propagación de mentiras conocidas —afirmaciones sobre las personas LGBT que han sido completamente desacreditadas por las autoridades científicas.»

### Mission: America
Mission: America es una organización estadounidense fundada en 1995 por Linda Harvey, cuya misión es «informar de las últimas tendencias culturales y sociales en nuestro país y lo que significan para los cristianos». Los artículos del grupo se centran especialmente en la homosexualidad.
En 2011 Harvey afirmó que los defensores de los derechos gais eran «maestros de manipulación demoniaca» durante una entrevista en el programa de radio de Peter LaBarbera. También se refirió al proyecto It Gets Better como «dañino, es malvado, es oscuro». En agosto de 2011, en su programa radiofónico, afirmó que «No hay prueba de que haya alguna cosa como un niño gay, lésbica o bisexual o transgénero, o adolescente o humano», y que las personas que son gais de forma abierta y pública no deberían poder enseñar en las escuelas públicas.
El Southern Poverty Law Center ha designado Mission: America como un grupo de odio en marzo de 2012 basándose principalmente en las posiciones contrarias a los derechos LGBT de la organización.

### Probe Ministries
Probe Ministries, una iglesia de Plano (Texas), que gestiona una radio religiosa con un millón de oyentes, fue incluida en 2015 por afirmar en su página web que el porcentaje de homosexuales acosan a menores es mayor que el de los heterosexuales.

### Parents Action League
Parents Action League comenzó su actividad en 2010 como protesta a los cambios a una política del distrito escolar 11 de Anoka-Hennepin (Minnesota) que limitaba la discusión de asuntos LGBT en las aulas del distrito.
El Southern Poverty Law Center incluyó la organización dentro de la lista de grupos de odio antigay en marzo de 2012, debido a la difusión de propaganda dañina sobre las personas LGBT.

### Public Advocate of the United States
Public Advocate of the United States es una organización fundada en 1981 por Eugene Delgaudio. Delgaudio defiende políticas conservadoras en Estados Unidos.
Public Advocate of the United States está incluido como grupo de odio antigay por el SPLC desde marzo de 2012 por su activismo antigay. Así, por ejemplo, Delgaudio considera que el nuevo cacheo introducido como medida de seguridad en los aeropuertos de Estados Unidos es parte de la agenda gay. Otro ejemplo es una carta enviada en 2012 pidiendo dinero para oponerse a dos proposiciones de ley, Delgaudio afirmaba que esas leyes «obligan a las escuelas a enseñar abominables actos homosexuales [...] forzar a escuelas privada e incluso a las [escuelas] religiosas a enseñar la agenda prohomosexual [...] embutir toda su pervertida visión de una América homosexual [...] crear una nueva América basada en la promiscuidad sexual [...]».

### SaveCalifornia.com
SaveCalifornia.com es una ONG fundada en 1999 por Randy Thomasson, con el objetivo explícito de «defender y representar los valores de los padres, abuelos y los ciudadanos preocupados que quiere lo mejor para esta generación y las generaciones futuras.» Thomasson ha estado trabajando desde 1994 desde diversos medios de comunicación para infleunciar las políticas sociales gubernamentales.
SaveCalifornia.com se opuso a la ley FAIR Education Act de California, que entre otras cosas, obligaba a las escuelas a incluir las contribuciones políticas, económicas y sociales de las personas LGBT. En 2011 Thomasson describió la ley como un «lavado de cerebro sexual» y conminó a los «padres a sacar a sus hijos del sistema escolar gubernamental y colocarlos en la seguridad de la escolarización en la iglesia y en el hogar.»
El SPLC incluyó SaveCalifornia.com en la lista de grupos de odio antigay en marzo de 2012.

### Sons of Thundr (Faith Baptist Church)
Sons of Thundr (Faith Baptist Church) es una iglesia bautista de Greenville (Georgia), fundada en 1984 por el pastor Billy Ball.
La iglesia se opone al aborto, la homosexualidad y el alcohol. Su página web muestra fotos gráficas de fetos y víctimas de accidentes de tráfico, junto con creencias como «Todos los maricones son: ¡enfermos, tarados mentales, pervertidos!»
El SPLC designó a Sons of Thundr como grupo de odio antigay en su informe de marzo de 2012.

### Stedfast Baptist Church
La Stedfast Baptist Church es una iglesia de Fort Worth (Texas), que fue incluida en 2015 por un vídeo del pastor Donnie Romero, en el que afirma que «Voy a explicaros porqué Dios quiere que estas personas sean ejecutadas. [...] La palabra de Dios es muy clara en que Dios está contra los sodomitas, en que son asquerosos, y en que dice que son una abominación frente a Dios.»

### Tom Brown Ministries
Tom Brown Ministries, con sede en El Paso (Texas), fue fundada por Tom Brown, e incluye a la iglesia Word of Life Church. Brown colaboró en la creación de El Pasoans for Traditional Family Values para luchar contra el edicto municipal que permitía que las parejas de los trabajadores municipales solteros y homosexuales también pudiesen beneficiarse de los servicios médicos de los trabajadores municipales. Cuando el edicto que lo permitía fue derrotado en un referéndum, el alcalde de El Paso, John F. Cook, presentó una demanda, Cook contra Tom Brown Ministries, para reintroducir el edicto. El SPLC añadió a Tom Brown Ministries en la lista de grupos de odio antigay en marzo de 2012.

### Traditional Values Coalition
El Traditional Values Coalition (TVC) es una organización conservadora estadounidense con sede en Washington D. C., que estima que representa a más de 43 000 iglesias a lo largo de Estados Unidos. El grupo cree en los valores tradicionales basados en la Biblia como «[un] código y [un] comportamiento «basados en el Antiguo y el Nuevo Testamento», incluyendo la creencia de «que Jesucristo es el Hijo de Dios y de que el Señor nos ha dado un libro de reglas por el que vivir: la Biblia». La organización fue fundada por el reverendo Louis P. Sheldon, que es su actual presidente. Su hija, Andrea Sheldon Lafferty, es la directora ejecutiva.
La Traditional Values Coalition ha sido denominada grupo de odio antigay por el Southern Poverty Law Center. Tony Perkins pidió al SPLC que se retractase de la nominación, pero el SPLC se negó, afirmando que los grupos habían sido añadidos por difundir «mentiras que se saben falsas —afirmaciones sobre personas LGBT que han sido completamente desacreditadas por las autoridades científicas— e insultos continuos y sin fundamento.»

### True Light Pentecost Church
El SPLC añadió a la True Light Pentecost Church en su lista de grupos de odio antigay en marzo de 2012. La iglesia, basada en Carolina del Norte, ha protestado contra la posición de Barack Obama en la cuestión de los derechos LGBT, así como del aborto.

### United Families International
United Families International (UFI) es una ONG de Estados Unidos fundada en 1978 por Susan Roylance. UFI trabaja a nivel internacional tratando de influir en las políticas públicas de diversos países para «mantener y reforzar a la familia». La organización no está afiliada con ningún grupo religioso, gobierno o partido político. Tiene el estatus de ONG con el Consejo Económico y Social de las Naciones Unidas y trabaja para educar a los embajadores y delegados de las Naciones Unidas en asuntos relacionados con la familia. UFI también tiene la página web DefendMarriage.org.
En su Guide to Family Issues («Guía para asuntos de la familia») el UFI, a veces considerado un grupo cristiano conservador y a veces como una organización mormona, realiza una serie de afrimaciones sobre la homosexualidad, incluyendo las siguientes:
- «La discriminación basada en el sexo o en la raza es muy diferente de la discriminación basada en las prácticas sexuales.»
- «La pedofilia está muy extendida en la comunidad homosexual.»
- «Estudios respetados y décadas de tratamientos con éxito muestran que el comportamiento homosexual puede ser cambiado.»
- «No es el matrimonio, sino las mujeres en el matrimonio, lo que ayuda a contener y canalizar el apetito sexual masculino.»
- «De hecho, es más compasivo desalentar la homosexualidad que tolerarla.»

El SPLC incluyó a United Families International con los grupos de odio antigay en marzo de 2012.

### Iglesia Bautista de Westboro

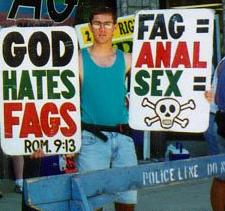
Ben Phelps, hijo mayor de Fred Phelps, de la Iglesia Bautista de Westboro. En los carteles se puede leer «Dios odia a los maricones» y «maricón = sexo anal = muerte».

La Iglesia Bautista de Westboro (Westboro Baptist Church, WBC) es una iglesia bautista independiente de Estados Unidos conocida por sus ideologías extremistas, especialmente por su oposición a la homosexualidad. La iglesia es ampliamente conocida como un grupo de odio en EE. UU. y es vigilada por organizaciones como la Liga Antidifamación y el Southern Poverty Law Center. Fred Phelps fue el jefe de la iglesia hasta agosto de 2013, fecha en la que fue excomunicado por los aproximadamente 40 miembros de la iglesia, principalmente miembros de su extensa familia. La sede de la iglesia está en un barrio residencial del oeste de Topeka (Kansas), a tres millas al oeste del Capitolio del Estado de Kansas. Su primera misa fue realizada el 27 de noviembre de 1955. La iglesia no está afiliada a ninguna convención o asociación bautista, y las dos mayores denominaciones bautistas, la Alianza Mundial Bautista y la Southern Baptist Convention, han condenado la WBC a lo largo de los años. La WBC se describe a sí misma como bautista primitiva y calvinista.
La WBC ha estado activa en el movimiento antigay desde por lo menos 1991, cuando trató de reprimir las actividades homosexuales (cruising) en el parque Gage de Topeka, no lejos de la sede de la iglesia. Además de las protestas antigais en funerales militares, la organización realiza piquetes en otros funerales de personas célebres y en eventos públicos que hayan generado la atención de los medios de comunicación.
La iglesia posee numerosas páginas web, tales como GodHatesFags.com (DiosOdiaALosMaricones.com) o GodHatesAmerica.com, que expresan una condena de la homosexualidad. El grupo basa su trabajo en la creencia de su eslogan más conocido y dirección de Internet de su página web más conocida: «God Hates Fags», «Dios odia a los maricones», afirmando que todas y cada una de las tragedias que suceden en el mundo están relacionadas con la homosexualidad —específicamente con la creciente tolerancia social y aceptación de la llamada «agenda gay». El grupo mantiene que Dios odia a los gais por encima de los demás pecadores, y que la homosexualidad debería ser castigada con la pena de muerte. Sus puntos de vista sobre la homosexualidad están basados en parte en las enseñanzas del Antiguo Testamento, específicamente en el Levítico 18:22 y 20:13, que interpretan respectivamente de forma que la homosexualidad es un comportamiento detestable y que los homosexuales deberían ser asesinados.
La Liga Antidifamación describe a la WBC como un grupo «violentamente homófobo», cuya retórica antihomosexual a menudo cubre un profundo antisemitismo, antiamericanismo, racismo y anticatolicismo. El SPLC añadió a la Iglesia Bautista de Westboro en su lista de grupos de odio antigay en marzo de 2011.

### Windsor Hills Baptist Church
El pastor Tom Vineyard de la Windsor Hills Baptist Church, con sede en la Ciudad de Oklahoma, se ha manifestado en contra de las leyes antidiscriminación y ha afirmado que la mitad de los asesinatos en las grandes ciudades son realizadas por gais.
El SPLC añadió a la Windsor Hills Baptist Church a su lista de grupos de odio antigay en marzo de 2012.

### You Can Run But You Cannot Hide International
You Can Run But You Cannot Hide International (YCRBYCHI; «Puedes huir, pero no puedes ocultarte, internacional») es una organización estadounidense que se identifica como una iglesia dedicada a la juventud que realiza asambleas en escuelas públicas, incluyendo actividades como conciertos de música y discusiones con los estudiantes. Fundada por Bradlee Dean, la organización tiene su sede en Annandale (Minnesota). El YCRBYCHI considera su misión «Remodelar América redirigiendo las generaciones actuales y futuras tanto moral como espiritualmente a través de la educación, los medios de comunicación y los valores judeocristianos que se encuentran en la Constitución de los Estados Unidos.» La organización ha conseguido el apoyo de trabajadores de las escuelas, así como de algunas figuras políticas y religiosas. También ha generado alguna controversia por el uso de las aulas y escuelas para proselitismo religioso, engañando a los administradores de las escuelas y divulgando sus puntos de vista sobre el aborto y la homosexualidad.
El Southern Poverty Law Center incluyó a la organización como un grupo de odio antigay en marzo de 2012. Además de su «retórica sobre la ejecución de gais y lesbianas», el presidente y director ejecutivo de You Can Run But You Cannot Hide, Bradlee Dean, ha afirmado que los homosexuales «como media, abusan sexualmente de 117 personas antes de ser descubiertos. ¿Cuantos niños han sido destruidos?, ¿cuantos adultos han sido destruidos a causa de los crímenes contra natura?» En respuesta a la aparición de estas declaraciones en la prensa, Dean ha escrito un editorial afirmando que estas palabras fueron sacadas de contexto, y realizó un vídeo queriendo refutar la interpretación hecha. El 27 de julio de 2011, Dean denunció a Rachel Maddow, periodista y presentadora de MSNBC, a Andy Birkey, periodista, y al periódico Minnesota Independent por difamación, alegando que habían malinterpretado a propósito sus palabras para avanzar la «agenda homosexual» y buscando una indemnización por daños de 50 millones de dólares. Dean perdió el juicio y tuvo que pagar los costes legales incurridos por MSNBC y Maddow. El SPLC ha relacionado con Dean, entre otros, con diversos líderes de grupos antigay y con el movimiento nativista (antiinmigración y xenófobo), grupo que ha ido incrementando su presencia en las listas de grupos de odio del SPLC.